# Michel Saturnin
Pour les articles homonymes, voir Saturnin.
Michel Saturnin, né le 10 septembre 1948 à Lafrançaise (Tarn-et-Garonne), est un joueur de rugby à XV évoluant au poste de seconde ligne (le plus souvent), ou de numéro 8 (1,90 m pour 110 kg).

## Biographie
Il a été consacré meilleur seconde ligne du siècle avec Serge Sergueev à l'occasion du centenaire de l'US Montauban.
Il possède un excellent pied droit, pouvant suppléer les buteurs.

## Carrière

### En club
- US Montauban 1967 à 1983
- Avenir moissagais (2e division) 1984 à 1986

### En équipe nationale
Il a joué 3 fois en équipe de France B contre le pays de Galles et l'Écosse en 1971 et contre l'Allemagne en 1972.

## Palmarès

### En club
- Championnat de France de première division :
  - Champion (1) : 1967
- Challenge Antoine Béguère :
  - Vainqueur (1) : 1971[1]

### En équipe nationale
- Sélection en équipe nationale B : 3
- Sélections par année : 2 en 1971, 1 en 1972